# Onosma rascheyanum
Onosma rascheyanum är en strävbladig växtart som beskrevs av Pierre Edmond Boissier. Onosma rascheyanum ingår i släktet Onosma och familjen strävbladiga växter. Inga underarter finns listade i Catalogue of Life.